# Ẩm thực Sơn Đông

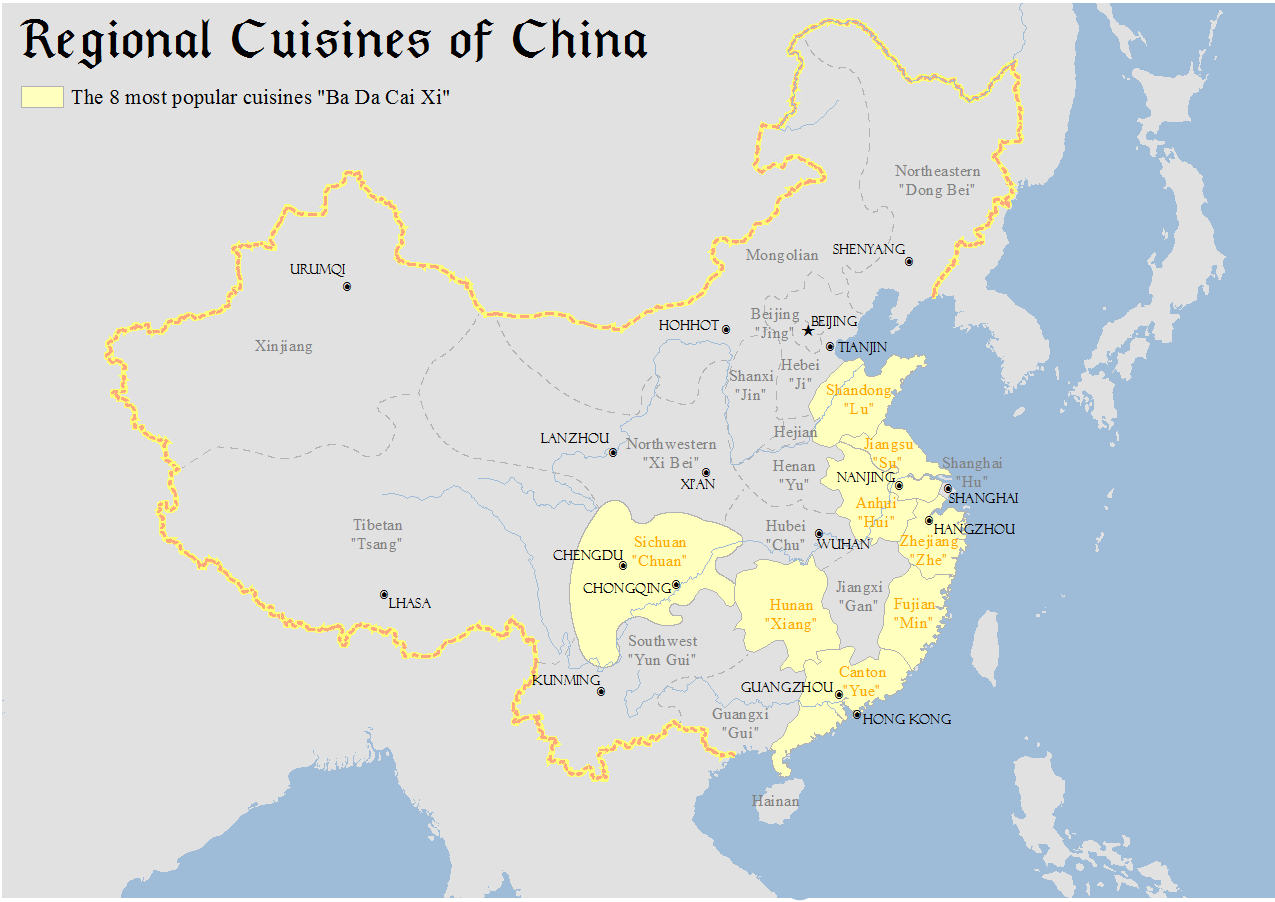
Bản đồ hiển thị vùng ẩm thực chính của Trung Quốc

Ẩm thực Sơn Đông (giản thể: 山东菜; phồn thể: 山東菜; bính âm: Shāndōngcài) thường được biết đến ở Trung Quốc (ẩm thực nước Lỗ) là một trong những tám nền ẩm thực của ẩm thực Trung Hoa và một trong những bốn nền ẩm thực truyền thống  (四大菜系)(so với các nền ẩm thực có ảnh hưởng như Hoài Dương, Tứ Xuyên và Quảng Đông) . Nó có nguồn gốc từ phong cách nấu ăn của người dân bản địa của tỉnh Sơn Đông - một tỉnh ven biển phía bắc Trung Quốc . Ẩm thực Sơn Đông có lịch sử lâu đời nhất với kỹ thuật đa dạng Ẩm thực Sơn Đông là đại diện tiêu biểu cho văn hóa ẩm thực của lưu vực sông Hoàng Hà.
Nằm ở hạ lưu sông Hoàng Hà, tỉnh Sơn Đông có khí hậu ôn hòa với bán đảo Giao Đông nhô ra giữa Vịnh Bột Hải và biển Hoàng Hà. Sông hồ chằng chịt, ruộng đông phì nhiêu, màu mỡ nên lượng sản vật ở Sơn Đông phong phú, đa dạng nên nơi đây có rất nhiều loại rau củ quả có chất lượng tốt như: bắp cải Giao Châu, tỏi Thương Sơn, gừng Lai Vu và hành lá Chương Khâu. 
Ẩm thực Sơn Đông nổi tiếng nguyên liệu phong phú và sử dụng đa dạng nhiều phương pháp nấu ăn. Nguyên liệu chủ yếu là động vật và chim, hải sản và rau quả.

## Đặc trưng hương vị
Ẩm thực Sơn Đông được chia thành hai phong cách tiểu vùng: Tế Nam và Giao Đông. Vì hành lá là đặc sản của Sơn Đông nên hầu hết các món ăn của Sơn Đông đều mang vị nồng đậm, đặc biệt rất nặng mùi hành tỏi (hai nguyên liệu được nêu là bắt buộc phải có trong ẩm thực Sơn Đông), nhất là những món ăn về hải sản. Nơi đây có sở trường làm món canh và nội tạng động vật.
- Phong cách Giao Đông: bao gồm các món ăn từ miền đông Sơn Đông như là Phật Sơn (một huyện của Yên Đài), Thanh Đảo, Yên Đài và các vùng lân cận. Đặc trưng của nó là các món hải sản có vị nhạt.
- Phong cách Tế Nam: bao gồm các món ăn từ Tế Nam, Đức Châu, Thái An và các vùng lân cận. Một trong những đặc trưng của của vùng này súp. [1]

## Sự ảnh hưởng
Ẩm thực Sơn Đông được coi là một trong những trường phái ẩm thực có ảnh hưởng nhất đến ẩm thực Trung Quốc, hầu hết các phong cách ẩm thực của đất nước đã phát triển từ đó.
- Sau thời nhà Tống, Ẩm thực Sơn Đông đã đại diện cho "Ẩm thực Phương Bắc".
- Trong suốt triều đại nhà Minh và Thanh, trường phái ẩm thực này đã trở thành chế độ ăn uống chính trong cung đình và có sức ảnh hưởng đến nền ẩm thực ở Bắc Trung Quốc ( Bắc Kinh, Thiên Tân và các vùng đông bắc) hiện nay.

## Phân loại

### Ẩm thực Tế Nam
(济南菜; 濟南菜; Jìnán cài)

Hương vị Tế Nam là nền tảng của ẩm thực Sơn Đông và có ảnh hưởng lớn ở Sơn Đông. Nổi tiếng với các món món ăn được chế biến theo phương pháp nổ, rang, chiên và xào với hương vị nặng. Ẩm thực Tế Nam nổi tiếng nhất với các món súp. Như người ta thường nói, "唱戏的腔, 厨师的汤 (Xướng hí đích khang, trù sư đích thang)". Phương pháp chế biến nước cốt xương và súp sữa đều được ghi lại trong cuốn  "齐民要术; 齊民要術; qímínyàoshù; 'Tư dân yếu truật'" . Ẩm thực Tế Nam chú trọng đến các cách chế biến như nổ (爆), xào (炒), chiên ngập dầu (炸), nướng (烤), rim (烹). Thức ăn kiểu Tế Nam thường ngọt, thơm, tươi và mềm. Một món ăn nổi tiếng ở Tế Nam là cá đù xào chua ngọt(糖醋大黄鱼; 糖醋大黃魚; táng cù dàhuángyú  )

Một số món ăn nổi tiếng trong ẩm thực Tế Nam (Sơn Đông)
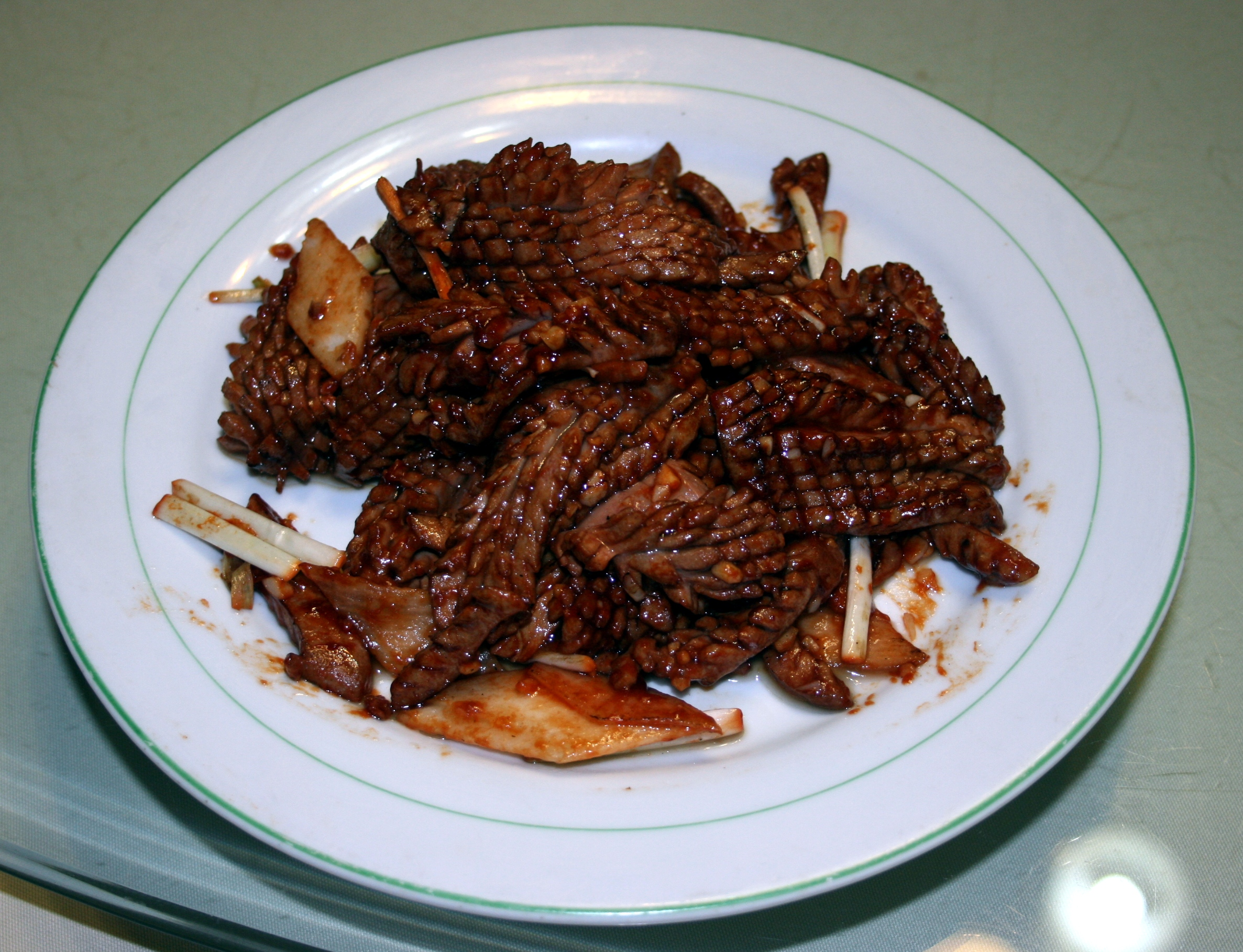
Thận lơn xào (爆炒腰花; bàochǎoyāohuā  )
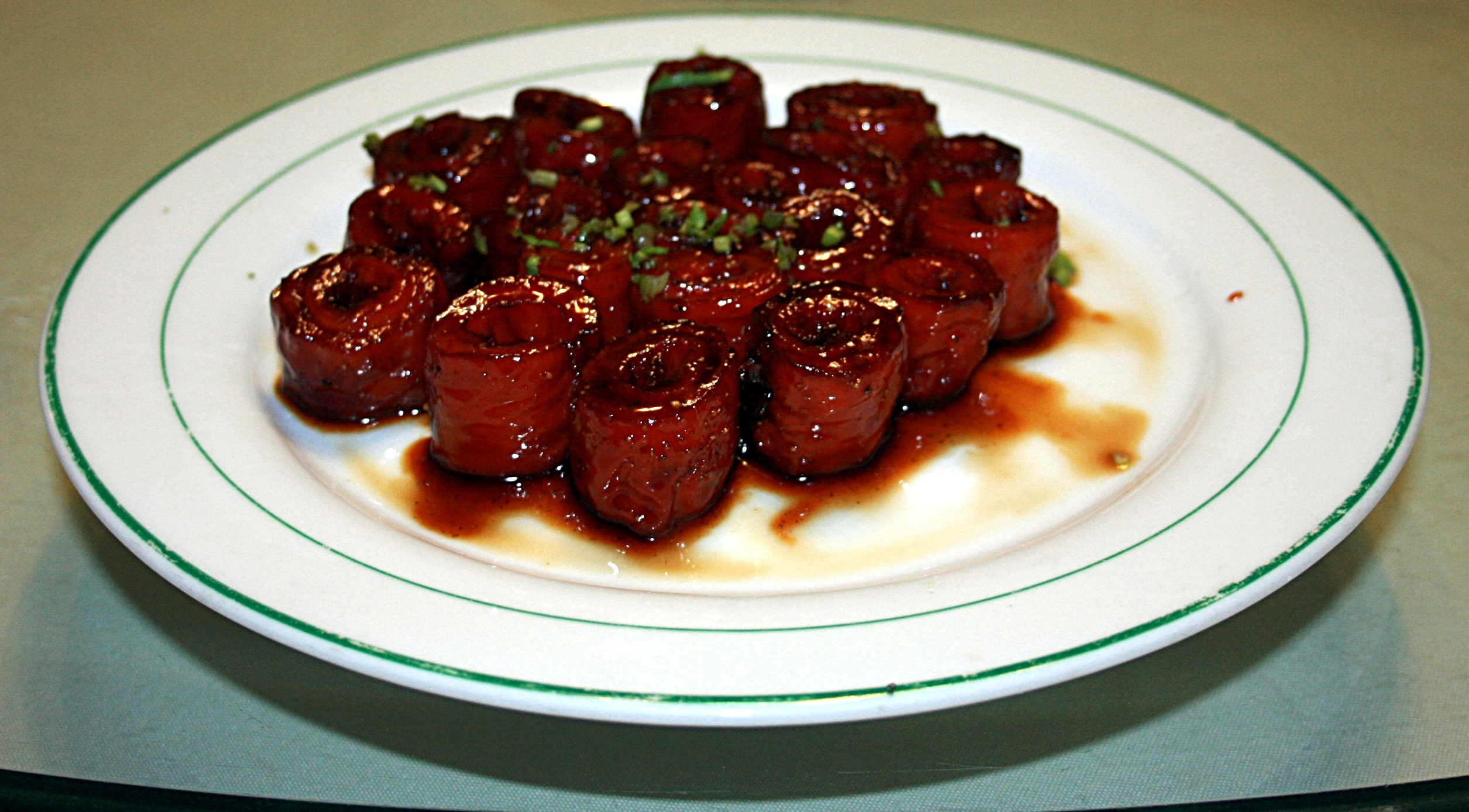
Ruột heo ram mặn (九曲大肠; 九曲大腸; jiǔqū dàcháng)
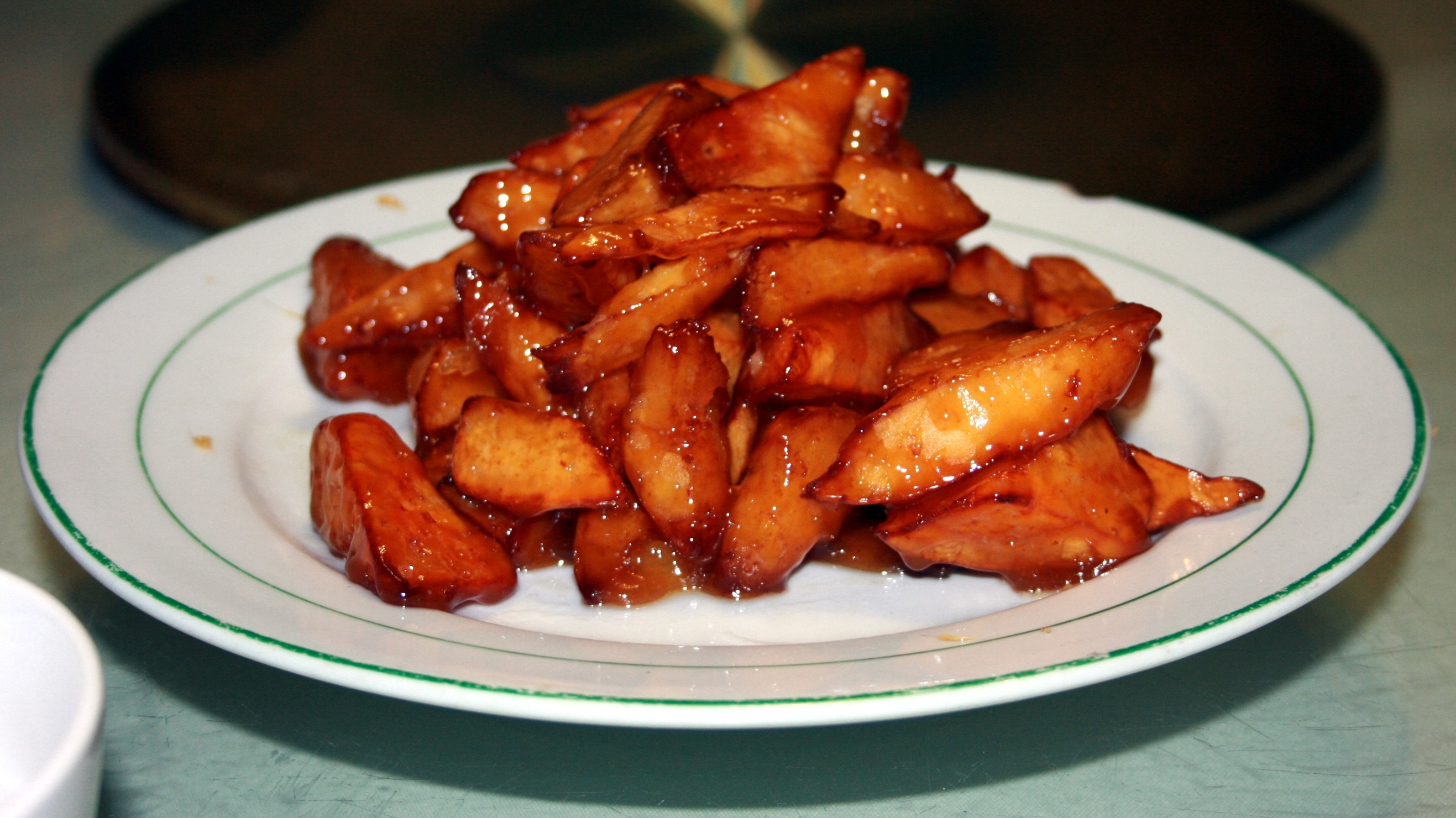
Khoai tây ngào đường (拔丝地瓜; 拔絲地瓜; básī dìguā; 'Khoai lang tẩm đường')
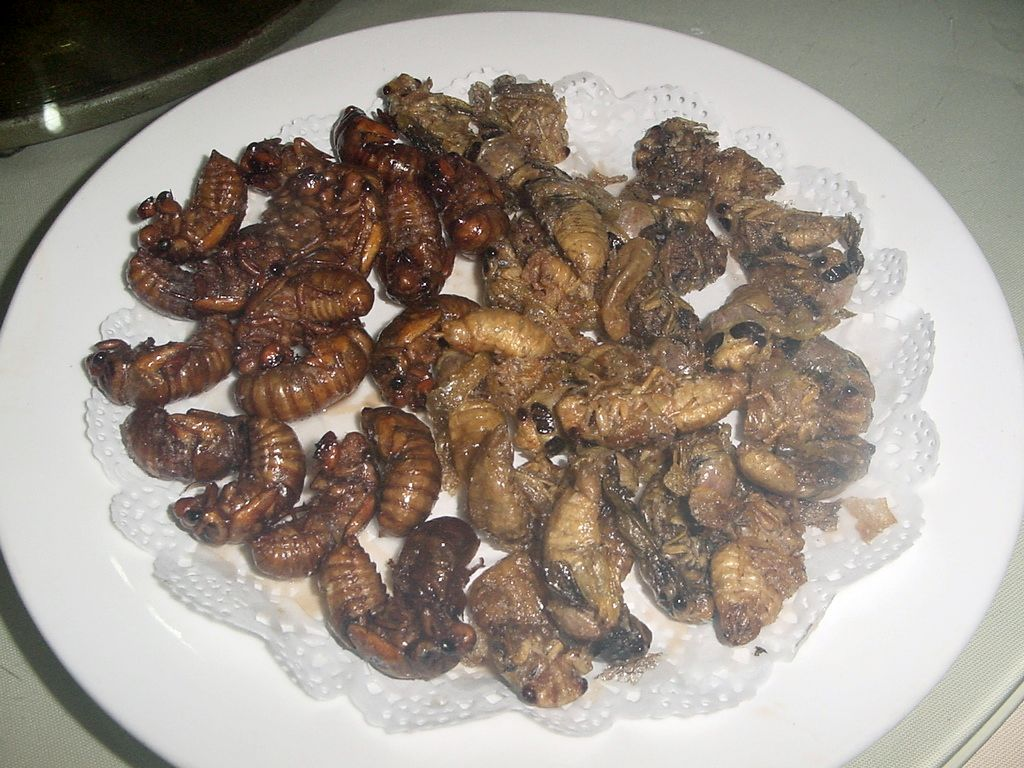
Nhộng chiên (炸金蝉; 炸金蟬; zhájīnchán)

### Ẩm thực Giao Đông
(胶东菜; 膠東菜; Jiāodōng cài)
Lai Châu và Đăng Châu là nơi khai sinh ra nền ẩm thực Gia Đông. Nơi đây nổi tiếng với việc nấu các loại hải sản với hương vị nhẹ nhàng, tươi ngon, giữ nguyên được hương vị nguyên bản. Thông qua sự phát triển liên tục của các triều đại Hán, Tấn và Đường vào cuối nhà Minh và đầu nhà Thanh thì ẩm thực Gia Đông được du nhập vào Bắc Kinh. Với đường bờ biển dài 1.300 km nên Giao Đông có nhiều hải sâm, sò điệp, bào ngư, ốc xà cừ, tôm lớn, cá Tráp, v.v. Một món ăn nổi tiếng của Giao Đông là hải sâm xào hành lá (葱烧海参; 蔥燒海參; cōng shāo háishēn  ), bào ngư nướng nguyên vỏ (扒原壳鲍鱼; 扒原殼鮑魚; Bā yuán ké bàoyú)

### Ẩm thực Khổng Tử
(孔府菜; Kǒngfǔ cài)
Ẩm thực Khổng Tử là một nền ẩm thực đặc biệt được phát triển dưới Nhà Nho ở Phúc Kiến, tỉnh Sơn Đông, bởi vì Phúc Kiến là nơi hành hương của các hoàng đế của các triều đại trước đây, nên nó đã rất giỏi trong việc chế biến các món ăn chính tông. Ẩm thực Khổng tử cao sự tinh tế trong mỗi món ăn nhất là trong khâu nêm gia vị và kiểm soát độ "lửa" khi chế biến các món ăn. Một số món ăn nổi tiếng: Vịt hầm thịt muối(神仙鸭子; 神仙鴨子; Shénxiān yāzi), Súp vi cá (菊花鱼翅; 菊花魚翅; Júhuā yúchì), Vịt bát bảo (八宝鸭子; 八寶鴨子; Bā bǎo yāzi)

### Ẩm thực Lỗ ở Tây Nam
(鲁西南菜; 魯西南菜; Lǔ xīnán cài)
Nam Sơn Đông và Tây Nam Sơn Đông bao gồm Lâm Nghi, Tế Ninh, Tảo Trang, Hà Trạch, v.v. Khu vực này phần lớn là đất của nước Lỗ xưa. Người dân sống trong khu vực này thích ăn thực phẩm tốt cho sức khỏe với các loại thuốc và nguyên liệu thô của Trung Quốc. Các món ăn nổi tiếng ở từng địa phương: Cháo thịt cừu ở Thiện (单县羊肉汤; 單縣羊肉湯; dān xiàn yángròu tāng), Gà xào cay ở Thảo Trang (Sơn Đông)(枣庄辣子鸡; 棗莊辣子雞; Zǎozhuāng làzǐ jī),... Các món ăn tiêu biểu: Cá Lăng hấp (红烧甲鱼; 清蒸鱖魚; qīngzhēng guì yú), Rùa om (红烧甲鱼; 紅燒甲魚; hóngshāo jiǎyú), Canh Cá Chép (奶汤鲫鱼; 奶湯鯽魚; nǎi tāng zéiyú),...

## Các món ăn nổi tiếng
| Tên                                         | Tên tiếng trung | Phiên âm           | Đặc điểm |
| ------------------------------------------- | --------------- | ------------------ | --- |
| Cá chép chua ngọt                           | 糖醋鲤鱼        | táng cù lǐyú       | Những con cá chép này thường khá to, có lượng mỡ vừa phải. Điểm đặc biệt của món ăn này chính là cá chép phải để nguyên con. Thông thường cá sẽ được chiên vàng trước khi đun cùng nước sốt pha theo tỷ lệ bí mật. Đuôi cá nổi lên, màu như hổ phách, bên ngoài vàng và bên trong mềm. |
| Phù dung kê phiến (Gà cắt lát xào thập cẩm) | 芙蓉鸡片        | fúróng jī piàn     | Thịt gà tươi và mềm, màu trắng và hình dạng giống như hoa phù dung. |
| Hải Sâm Xào Hành                            | 葱烧海参        | cōng shāo hǎishēn  | Hải sâm tươi, mềm. Hành lá giàu collagen nhưng không chứa cholesterol, là sản phẩm bổ dưỡng và lành mạnh hiếm có. |
| Ruột heo ram mặn                            | 九转大肠        | jiǔ zhuǎn dàcháng  | Màu sắc hồng hào, mềm, có đủ "ngũ vị"(chua, ngọt, đắng, cay, mặn), là món ăn nổi tiếng với đầy đủ mọi hương vị. |
| Dầu bọc song                                | 油爆双脆        | yóu bào shuāng cuì | |
| Hồ điệp hải sâm                             | 蝴蝶海参        | húdié hǎishēn      | Món ăn được chế biến trông giống như những chú bướm sặc sỡ với những đôi cánh bay phấp phới, món ăn mềm, mịn, dai, ngon và bổ dưỡng. |
| Canh trứng cá quả                           | 乌鱼蛋汤        | wū yú dàn tāng     | Canh có độ sánh nhẹ, hương vị thơm ngon, hơi mặn, chua, cay, gia vị khá hài hòa, cân đối. |
| Gà om Đức Châu                              | 德州扒鸡        | dézhōu bā jī       | Thịt gà sẽ được hầm chung với mật ong, một chút đường và rau thì là trong nhiều giờ đồng hồ. Thịt gà sau khi hầm sẽ chín mềm, thịt mà tự tách được xương ra lại càng ngon. |